# Quadrula sparsa
Quadrula sparsa är en musselart som först beskrevs av I. Lea 1841.  Quadrula sparsa ingår i släktet Quadrula och familjen målarmusslor. Inga underarter finns listade i Catalogue of Life.